# Museo Ricardo J. Alfaro
El Museo, Biblioteca y Archivo Ricardo J. Alfaro es un museo, biblioteca y archivo ubicado en el corregimiento de Bella Vista en la Ciudad de Panamá. Fue inaugurado el 6 de marzo de 2001 en el lugar que fue la oficina del expresidente Ricardo J. Alfaro, en el Edificio Hispania. El museo alberga el archivo personal de Alfaro y expone el periodo histórico de Panamá que comprende sus primeros setenta años como república independiente. Mediante la Ley N. 19 del 29 de diciembre de 1994, el archivo y los objetos muebles de Ricardo J. Ricardo fueron declarados como documentos y bienes históricos de interés nacional y parte integral del patrimonio de la nación. Actualmente, el museo, biblioteca y archivo es administrado por la Fundación Ricardo J. Alfaro, que también se encarga de la conservación del espacio.

## Historia
El museo, biblioteca y archivo están en la planta baja del Edificio Hispania, ubicado detrás del parque Urraca, en un espacio que fue usado como oficina por Ricardo J. Alfaro. En este inmueble, el expresidente panameño también estableció su residencia. Luego de la muerte del expresidente, sus archivos, biblioteca y mobiliario pasa a manos de su familia. Con la creación de la Ley N. 19 de diciembre de 1994, que considera a todo este material de interés nacional, su hijo Iván Alfaro Lyons y Lupe de Alfaro comienzan el trabajo para recuperar los documentos que el expresidente tenía “guardados y ordenados en su oficina”. Esta labor contó también con la participación de cinco archivistas y el apoyo de los Archivos Nacionales para organizar y digitalizar los documentos de la colección. Dicha digitalización comenzó en el año 1999.

## Salas y colecciones
La sede del Museo Archivo conserva el mobiliario y varios objetos personales relacionados con la trayectoria de Alfaro. Actualmente, tiene dos salas de museo, una hemeroteca, una biblioteca, el depósito y un área de consulta para usuarios. 
Una de las salas muestra varios objetos que representan la trayectoria política y diplomática de Ricardo J. Alfaro. En esta es posible encontrar uniformes, condecoraciones, cuadros, fotografías y documentos. Se exhiben su toga de magistrado, sus indumentarias y varias medallas que recibió tanto en Panamá como fuera del país. Además, exponen la bandera que cubrió el féretro del expresidente el día de su sepelio.
La segunda es una recreación de su oficina. Esta contiene los muebles originales usados por el expresidente, desde el escritorio hasta la biblioteca en la que guardaba su colección de libros. En esta biblioteca se encuentran obras elaboradas por el expresidente, como La Vida del General Tomás Herrera, el Diccionario de Anglicismo, las Historias de las Negociaciones del Tratado de 1926 y los Esbozos Biográficos.
La biblioteca contiene un total de 2055 libros, cuyas fechas de publicación comprenden el periodo entre los años 1683 y 2000. Se trata de una colección especializada en derecho internacional, lengua y literatura, relaciones de Panamá con Estados Unidos e historia de Panamá. La biblioteca incluye libros que pertenecieron al expresidente. Y todo el material bibliográfico puede ser consultado por investigadores y estudiantes en la sala de usuarios.

## Archivo
El Museo Archivo contiene el primer archivo digitalizado en Panamá bajo las Normas ISAD(G) de descripción de archivos. Esta colección, que comenzó a ser digitalizada en 1999, es una historia documentada de la vida y obra de Alfaro, que se extiende desde la época del Panamá colombiano hasta el Panamá de mediados del siglo XX. Contiene documentos como manuscritos, telegramas, documentos personales, publicaciones, discurso, ensayos, fotografías y recortes de periódicos y revistas. Tiene 140 mil documentos digitalizados entre los que se pueden consultar desde sus calificaciones de primaria hasta artículos que se escribieron sobre el expresidente luego de su fallecimientoo en 1971. Y están organizados de forma cronológica y temática en 18 series.